# Лоскутов, Иван Кузьмич
Иван Кузьмич Лоскутов (7 [20] июля 1900, Куженерский район, Марийская АССР — 21 ноября 1982, Москва) — советский хозяйственный, государственный и политический деятель, генерал-майор инженерно-технических войск (03.03.1945).

## Биография
Родился 7 июля 1900 года в деревне Сабер ныне Куженерского района Марий Эл. Из семьи крестьян-середняков, окончил Староторъяльскую школу, педкурсы в Краснококшайске. Член ВКП(б) с 1919 года, тогда же начал работать на производстве и заниматься партийной работой.
В 1929 году поступил и в 1934 году окончил Ленинградский политехнический институт.
В период 1919—1973 годов — политработник 50-й стрелковой дивизии, секретарь укома и заведующий отделом обкома ВЛКСМ в Йошкар-Оле, секретарь парткома на различных предприятиях Ленинграда, рядовой конструктор, начальник прессового цеха, начальник производства, директор Горьковского автомобильного завода, директор Ульяновского автомобильного завода, начальник технического управления Минмаша СССР, начальник Глававтопрома МАТСХМ СССР, член коллегии, начальник производственного управления Минавтопрома СССР, начальник автотранспортного отдела Госплана РСФСР.
Избирался депутатом Верховного Совета РСФСР 1-го и 2-го созывов (1938—1951). Делегат XVIII съезда ВКП(б) (1939), XIX съезда КПСС (1952).
Умер 21 ноября 1982 года. Похоронен на Химкинском кладбище.

## Награды
- Орден Ленина (1941, 1944)[3]
- Орден Трудового Красного Знамени (1942)[3]
- Орден Кутузова II степени (1945)[3]
- Орден Отечественной войны I степени (1945)[3]
- Орден «Знак Почёта» (1966)[3]
- Орден Октябрьской Революции (1971)[3]

## Память
- Именем Лоскутова названа улица в Нижнем Новгороде (1996)[3][4].